# Gjendebu

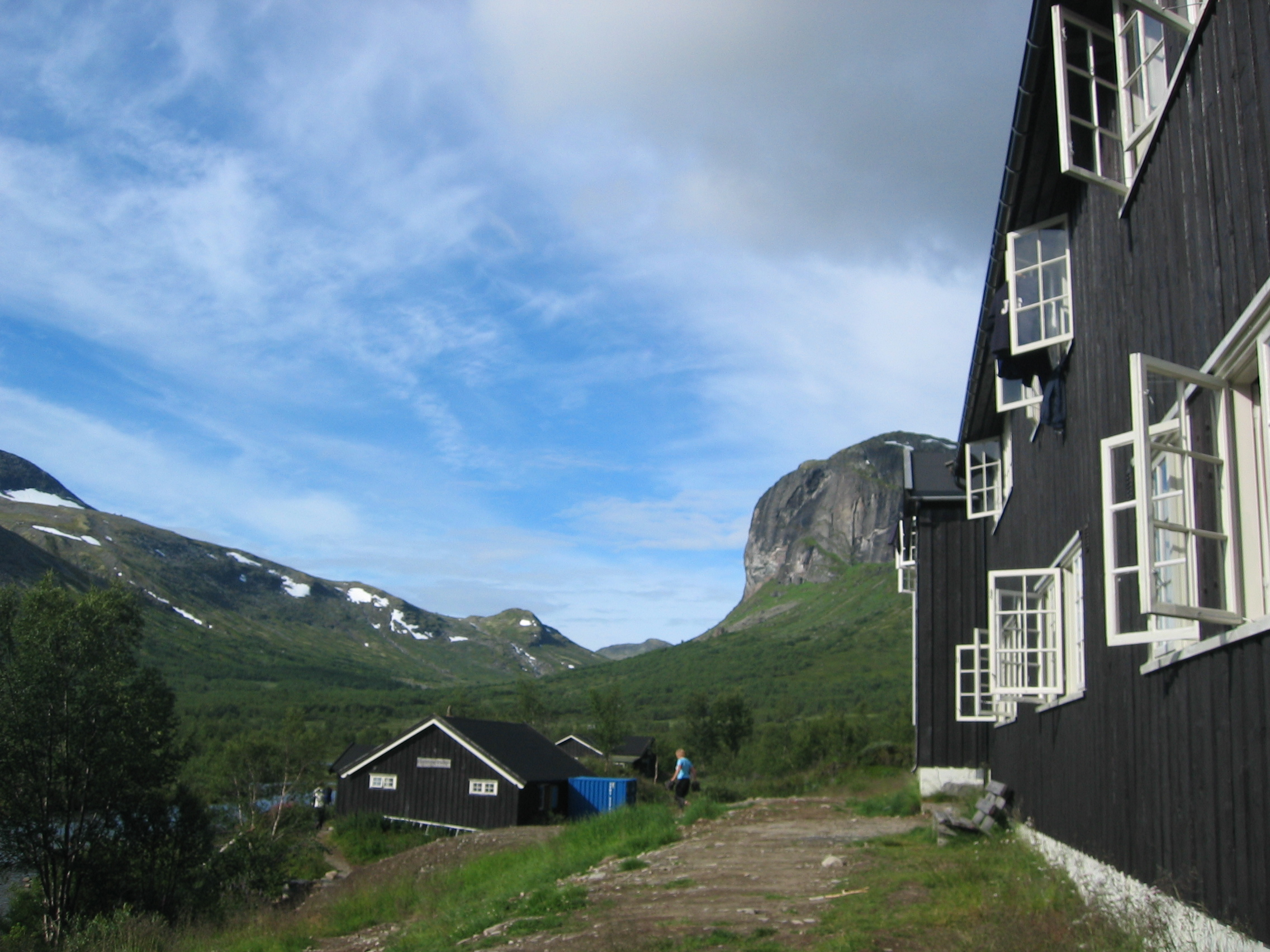
Gjendebu, im Hintergrund der Gjendetunga

Gjendebu ist eine Hütte des norwegischen Wandervereins DNT, die am westlichen Ende des Gjendesees im Nationalpark Jotunheimen auf einer Höhe von 990 m liegt. Sie wurde bereits 1871 errichtet und ist damit die älteste Hütte des DNT. Sie zählt zu den größeren Hütten Norwegens.
Gjendebu ist über die Wanderwege des DNT und eine Bootsverbindung über den Gjende erreichbar. Nachbarhütten sind Gjendesheim, Memurubu, Olavsbu, Fondsbu, Leirvassbu, Spiterstulen und Torfinnsbu.
Vom Hausberg Gjendetunga (1516 m) hat man einen guten Ausblick auf fast den gesamten Gjende, den Besseggengrat und viele im westlichen Jotunheim liegende Berggipfel.

## Geschichte
Die Hütte wurde 1871 mit einer Größe von 45 m² und 12 Betten errichtet. Anna und Erik Slålien waren die ersten Wirte (Bestyrer) der Hütte.
Ihre Tochter Kaia Gjendine Slålien (1871–1972) ist die bekannteste Person, die in Gjendebu gelebt hat. Sie ist ein Teil der Geschichte Jotunheimens und insbesondere von Gjendebu. Die meiste Zeit ihres Lebens verbrachte Gjendine in Gjendebu, aber auch auf Skogadalsbøen und Spiterstulen. Edvard Grieg, der Gjendebu besuchte, lernte dabei ihre Lieder kennen, die ihn zu zahlreichen Kompositionen inspirierten. In Griegs Opus 66 finden sich zahlreiche Motive aus Gjendines Liedern. Das letzte Stück dieses Opus trägt deshalb auch den Namen Gjendines vuggesang. Gjendine starb kurz vor ihrem 101. Geburtstag am 13. Mai 1972. Die kleine Hütte, die sie in Gjendebu bewohnte (Gjendinebu), wurde restauriert und kann besichtigt werden. Sie vermittelt einen guten Eindruck von den damaligen, einfachen Lebensverhältnissen.
Inzwischen (2008) hat die DNT-Hütte 119 Betten und mehr als 10.000 Übernachtungen im Jahr. Es finden regelmäßig Kulturveranstaltungen (z. B. Ausstellungen) statt.